# یژی بونچاک
یژی بونچاک (لهستانی: Jerzy Bończak؛ زادهٔ ۲۹ ژوئیهٔ ۱۹۴۹) بازیگر اهل لهستان است.
از فیلم‌ها یا برنامه‌های تلویزیونی که وی در آن نقش داشته‌است، می‌توان به خانواده کوالسکی در برابر خانواده کوالسکی، هانس کلوس، قماری بالاتر از زندگی، سرگذشت استاد تواردوفسکی، دام، گوش آقای رئیس، سفرهای آقای کِـلِـکْسْ، مصائب بالتازار کوبر، تنها عشق، با آتش و شمشیر (فیلم)، با آتش و شمشیر (مجموعه تلویزیونی)، مرشد و مارگاریتا، المپیک ۴۰، تدی خرسه، نبرد ورشو ۱۹۲۰، معکوس، خیابان فرعی ۴، طایفه، کارآگاهان جنایی، پرستار کودک، عشق اول، پدر متیو و خوک‌ها اشاره کرد.